# Charles Sacleux
Charles Joseph Sacleux (1856 - 1943) fue un sacerdote, misionero, botánico, lingüista y etnólogo francés, que permaneció muchos años en África Oriental. Realizó extensas investigaciones sobre el habla suajili. Es conocido como botánico, habiendo recopilado un herbario de más de dos mil plantas en África Oriental y Zanzíbar.

## Biografía

### Primeros años
Charles Sacleux fue el segundo de los tres hijos de Auguste Sacleux, un estanquero que murió cuando él tenía cinco años, y de su esposa, Marie Firmine Bayart. Charles ingresó en el seminario menor de Arras en 1869 antes de pasar un año en el seminario mayor a partir de 1874. Se unió a los Padres del Espíritu Santo en 1875 y fue ordenado sacerdote en 1878.

### Viajes por África
Sacleux fue a Zanzíbar en 1879 y fue destinado a Bagamoyo, donde comenzó un estudio en profundidad del suajili, siendo el primer misionero que escribió sobre esta lengua africana. Realizó traducciones de libros escritos en kiswahili y de cánticos espirituales, traducciones utilizadas hasta la fecha por la iglesia católica.
Su trabajo sobre el suajili es notable porque es uno de los pocos existentes sobre esta lengua antes de su estandarización y de la posterior influencia del inglés. En 1891 escribió el Dictionnaire Français-swahili, publicado en 1941, y en 1909 publicó la Grammaire des dialectes Swahilis. Ambos libros fueron ampliamente divulgados.
También preparó la obra Le dictionnaire Comorien-Français et Français-Comorien, con reedición en 1979, en conjunto con Mohamed Ahmed Chamanga y Noël Jacques Gueunier. Se considera una de las primeras obras escritas sobre el idioma de las islas Comoras. 
En 1898 regresó a Francia y ocupó un puesto de profesor en Chevilly. Murió en Grasse el 16 de mayo de 1943.

## En la ciencia
Charles Sacleux pasó casi veinte años en la costa este de África y durante sus viajes su interés por la botánica le llevó a coleccionar y estudiar diversas plantas, y a crear herbarios de todo tipo. En su obra Botania describió muchas plantas de África oriental. Recibió premios profesionales por estas investigaciones.
En 1890, el botánico Henri Ernest Baillon creó el género Sacleuxia, género de plantas con flores de Kenia y Tanzania, de la familia Apocynaceae, llamado así en honor a Charles Sacleux.

El índice internacional de nombres de plantas enumera diecisiete nombres publicados por Charles Sacleux.
- La abreviatura «Sacleux» se emplea para indicar a Charles Sacleux como autoridad en la descripción y clasificación científica de los vegetales.[1]

## Algunas publicaciones
- 1924. Hadisi ya dini (Religión Hadisi). 349 pp.
- Ngano za hadisi ya watakatifu (En relación al trigo). Ed. Sodalité de St. Pierre Claver. 951 pp.
- alexandre Le Roy, charles Sacleux. 1937. Katekisimu: catechism of the Christian doctrine. 239 pp.
- 1940. Dictionnaire swahili-français, Volúmenes 36-37 de Travaux et mémoires, Université de Paris Institut d'ethnologie. 1.114 pp.